# コマップ
コマップ株式会社は、情報誌「はっぴーママ」などの制作発行・企画制作受託と、雑誌編集支援サイト｢aruno｣の運営、PIT（画像マッピングシステム）の提供を行う会社。

## 沿革
- 2001年11月 - コマップ株式会社を設立、株式会社エピ・マガジンより月刊誌「コマップ24」及び付帯事業を移管。
- 2002年6月 - インターネットによる画像マッピングシステム「PIT」のビジネスモデル特許を申請。
- 2004年1月 - 株式譲受により株式会社エピ・マガジンを完全子会社化。
- 2004年3月 - 株式会社エピ・マガジンの株式を全株譲渡。
- 2004年5月 - 株式会社エピ・マガジンより「はっぴーママ福岡版」「Happy Angel」事業を譲受。
- 2004年7月22日 - 日本証券業協会グリーンシート銘柄指定。
- 2005年10月 - 出版お助けコンテンツ配信サイト「aruno」オープン。
- 2007年4月 - キッズファッション誌「mf」創刊。
- 2009年2月 - PIT事業をピットメディア・マーケティングス株式会社に継承。
- 2009年3月1日 - グリーンシート銘柄指定取り消し。